# Eva Čeřovská
Eva Čeřovská (20. října 1952 Praha – 12. srpna 1976 Hradec Králové) byla česká herečka.

## Život
Eva Čeřovská se narodila 20. října 1952 v Praze a byla neteří zpěvačky Judity Čeřovské. Již od dětství se zajímala o divadlo. Divadelní akademii múzických umění absolvovala v roce 1975 absolventským představením v Disku se spolužačkami Evou Holubovou a Ivanou Chýlkovou. Ihned se stala se členkou Divadla Vítězného února v Hradci Králové. Ve filmech a v divadle hrála nejvíce role duchaplných, rozjívených, svižných a krásných děvčat plných lásky a života. Zemřela při autonehodě cestou do divadla. 
Hrála v několika filmech. Mezi nejznámější patří film Juraje Herze Holky z porcelánu, dalšími filmy jsou Adam a Otka, Maturita za školou, Hřiště, Dvacátý devátý a jejím posledním filmem byl snímek Boty plné vody.

## Filmografie
- 1973 – Adam a Otka – prodavačka
- 1974 – Holky z porcelánu – Věra
- 1974 – Dvacátý devátý – neteř Zápotocké, Věra
- 1975 – Hřiště – Ivana

## Divadelní role
- Medvěd
- Výročí
- Svatba
- Počestné paní Windsorské